# Metoclopramida
Metoclopramida (nome comercial: Plasil, entre outros) é um fármaco utilizado pela medicina no tratamento de distúrbios na motilidade gastrointestinal. É um bloqueador dopaminérgico, antiemético e estimulante peristáltico.
Este fármaco é antagonista dos receptores dopaminérgicos D2. No trato gastrointestinal, a ativação dos receptores de dopamina inibe a estimulação colinérgica do músculo liso, sendo que, acredita-se que esse bloqueio constitui o principal mecanismo procinético de ação desse fármaco. Além disso, esse agente aumenta a amplitude peristáltica do esôfago, eleva a pressão do esfíncter esofágico inferior e acelera o esvaziamento gástrico, entretanto não exerce nenhum efeito sobre a motilidade do intestino delgado ou do cólon. A metoclopramida também bloqueia os receptores dopaminérgicos D2 na zona de gatilho quimiorreceptora do bulbo (área postrema), gerando uma poderosa ação antináusea e antiemética.
Outros efeitos que a metoclopramida possui são nos receptores serotoninérgicos 5-HT3 e 5-HT4, o que contribui para o seu efeito antiemético e procinético.
Em 2012, a metoclopramida foi um dos 100 medicamentos mais prescritos nos Estados Unidos. Ele está disponível como um medicamento genérico e está na lista de medicamentos essenciais da Organização Mundial da Saúde. Em 2017, era o 253º medicamento mais comumente prescrito nos Estados Unidos, com mais de um milhão de prescrições.

## Mecanismo de ação
Age antagonizando a dopamina, um neurotransmissor que normalmente freia a liberação de acetilcolina nas terminações nervosas do trato gastrointestinal. Com a dopamina bloqueada, ocorre um aumento da liberação de acetilcolina, resultando em uma maior motilidade e esvaziamento gástrico.
Além disso, a metoclopramida também atua antagonizando a serotonina em alguns casos, como na Síndrome Serotoninérgica. A ação de bloquear os receptores serotoninérgicos 5-HT3 desencadeia  seu efeito antiemético, inibindo os sinais de náusea e vômito transmitidos pela serotonina.
A atividade antiemética da metoclopramida é atribuída a dois mecanismos de ação distintos:
1. Antagonismo dos receptores dopaminérgicos D2: Ocorre na zona de atuação do quimiorreceptor e no centro emético na medula, que estão envolvidos no vômito induzido pela apomorfina. Quando bloqueados os receptores D2 nessas regiões do sistema nervoso central, a metoclopramida reduz a sensação de náuseas e o reflexo do vômito.
2. Antagonismo dos receptores serotoninérgicos 5-HT3 e agonista dos receptores 5-HT4: O bloqueio dos receptores 5-HT3 inibe os sinais de náuseas e vômitos mediados pela serotonina, enquanto a ativação dos receptores 5-HT4 estimula a liberação de acetilcolina, ocorrendo o aumento da motilidade gastrointestinal e facilitando o esvaziamento gástrico.

## Indicações
A metoclopramida é indicada nos adultos para:
- Profilaxia de vômitos e náuseas tardios induzidos por quimioterapia;
- Profilaxia de vômitos e náuseas induzidos por radioterapia;
- Tratamento sintomático de vômitos e náuseas, incluindo aqueles induzidos por enxaqueca aguda.

A metoclopramida pode ser usada em combinação com analgésicos orais para melhorar a absorção dos analgésicos na enxaqueca aguda. Também pode ser usado na gastroparesia diabética.
Na pediatria:
Metoclopramida está indicado em crianças (com idades entre 1 a 18 anos) para promover a prevenção de náuseas e vômitos tardios induzidos por quimioterapia como opção de segunda linha.

## Contraindicações
A metoclopramida é contraindicada em casos de:
- Efeitos extrapiramidais
- Hemorragia;
- Feocromocitoma;

- Hipersensibilidade à metoclopramida;

- Hemorragia gastrointestinal, obstrução mecânica ou perfuração gastrointestinal para as quais a estimulação da motilidade gastrointestinal constitui um risco;

- Feocromocitoma confirmado ou suspeito, devido ao risco de episódios de hipertensão grave;

- História de neuroléticos ou discinesia tardia induzida por metoclopramida;

- Epilepsia (aumento da intensidade e frequência das crises);

- Doença de Parkinson;

- Combinação com levodopa ou agonistas dopaminérgicos;

- História conhecida de metaemoglobinemia com metoclopramida ou de carência em NADH citocromo-b5;

- Uso em crianças com idade inferior a 1 ano, devido a um risco aumentado de doenças extrapiramidais.

## Efeitos adversos
Os efeitos adversos mais comuns associados à metoclopramida são: fadiga, sonolência, confusão mental e reações distônicas (paralisias).
Efeitos incomuns incluem dores de cabeça, reações extrapiramidais (tremores), hipertensão, hipotensão, diarreia, constipação e/ou depressão.
Raros, porém sérios efeitos adversos incluem agranulocitose, taquicardia, hiperaldosteronismo, síndrome neuroléptica maligna e/ou discinesia tardia.
Sinais como: febre alta, pressão arterial alta, convulsões, sudorese e produção de saliva são indicadores da síndrome maligno dos neuroléticos.
Reações distônicas são usualmente tratadas com benzotropina ou prociclidina.
Os riscos são maiores em jovens-adultos e crianças, em altas doses ou em terapias prolongadas. Discinesia tardia pode ser persistente ou irreversível em alguns pacientes, por isso não deveria ser utilizada sem prescrição médica.
Por ser um bloqueador dopaminérgico, seu uso prolongado pode causar parkinsonismo medicamentoso.
- Muito frequentes (podem afetar mais de 1 em 10 pessoas)

Sensação de sonolência.
- Frequentes (podem afetar até 1 em 10 pessoas)

Depressão;
Movimentos incontroláveis tais como tiques, agitação, movimentos de torção ou contracturas musculares (dureza, rigidez);
Sintomas semelhantes à doença de Parkinson (rigidez, tremor);
Sensação de agitação;
Diminuição da pressão arterial (particularmente com a via intravenosa);
Diarreia;
Sensação de fraqueza.
- Pouco frequentes (podem afetar até 1 em 100 pessoas)

Níveis elevados no sangue de uma hormona chamada prolactina que podem causar: produção de leite nos homens, e em mulheres que não estão a amamentar;
Períodos irregulares;
Alucinações;
Diminuição do nível de consciência;
Batimento cardíaco lento (particularmente com a via intravenosa);
Alergia.
- Raros (podem afetar até 1 em 1000 pessoas)

Estado de confusão;
Convulsão (especialmente nas pessoas com epilepsia).

## História
Metoclopramida foi descrita pela primeira vez por Louis Justin-Besançon e C. Laville, em 1964, enquanto trabalhava no aprimoramento das propriedades antidisrítmicas da procainamida. Ademais, esse projeto de pesquisa também produziu o produto sulpirida. Os primeiros ensaios clínicos foram publicados por Tourneu et al. em 1964 e por Boisson e Albot em 1966. Justin-Besançon e Laville trabalharam para Laboratoires Delagrange e essa empresa introduziu a droga como Primperan em 1964. Laboratoires Delagrange foi adquirido pela Synthelabo em 1991 que, eventualmente, se tornou parte da Sanofi. 
Os medicamentos foram inicialmente usados para controlar a náusea de pessoas com fortes dores de cabeça ou enxaqueca e, posteriormente, para náuseas causadas por radioterapia e quimioterapia e, mais tarde, ainda para o tratamento de náuseas causadas por anestesia. Nos Estados Unidos, a forma injetável foi rotulada para náuseas induzidas por quimioterapia e a forma oral foi rotulada para doença do refluxo gastroesofágico.
Em 1980, tornou-se o medicamento mais comumente usado para tratar náuseas induzidas por anestesia e para tratar gastrite em salas de emergência.
Foi patenteado em 6 de abril de 1982 e os primeiros genéricos foram introduzidos em 1985.
Entretanto, no início da década de 1980, começaram a surgir estudos de farmacovigilância na Suécia apontando que a droga estava ocasionando discinesia tardia em alguns pacientes e, consequentemente, a FDA exigiu que fosse adicionado ao rótulo do medicamento um aviso sobre discinesia tardia, em 1985.

## Uso veterinário
Além de ser utilizado em humanos, a metoclopramida atua como um agente procinético e antiemético em animais. Sendo indicado, para náuseas, vômitos, gastroparesia, estimulação do esvaziamento gástrico e tratamento de vômitos induzidos por quimioterapia ou outras terapias. 